# Castelo de Guimarães

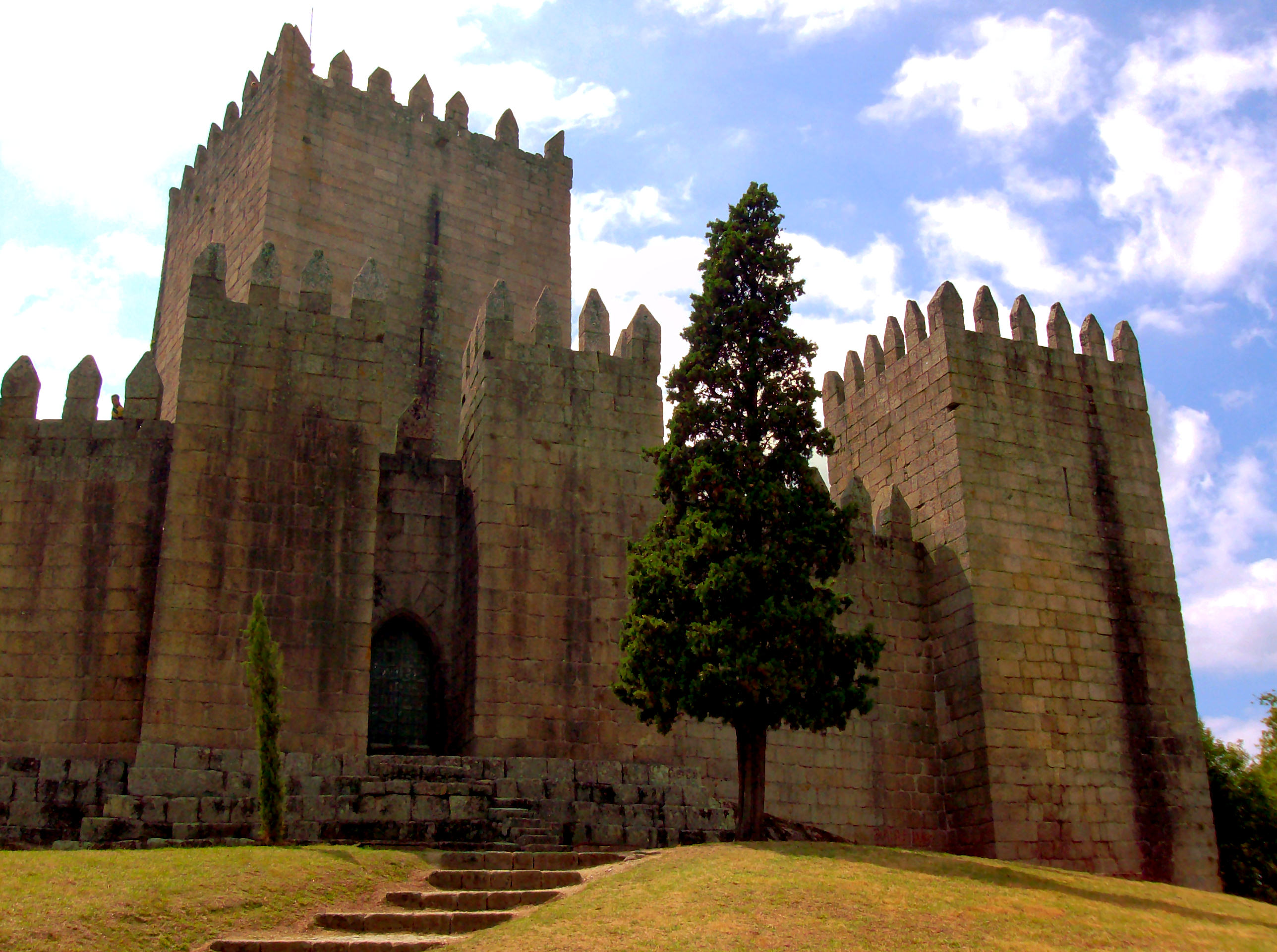
Castelo de Guimarães, Portugal.

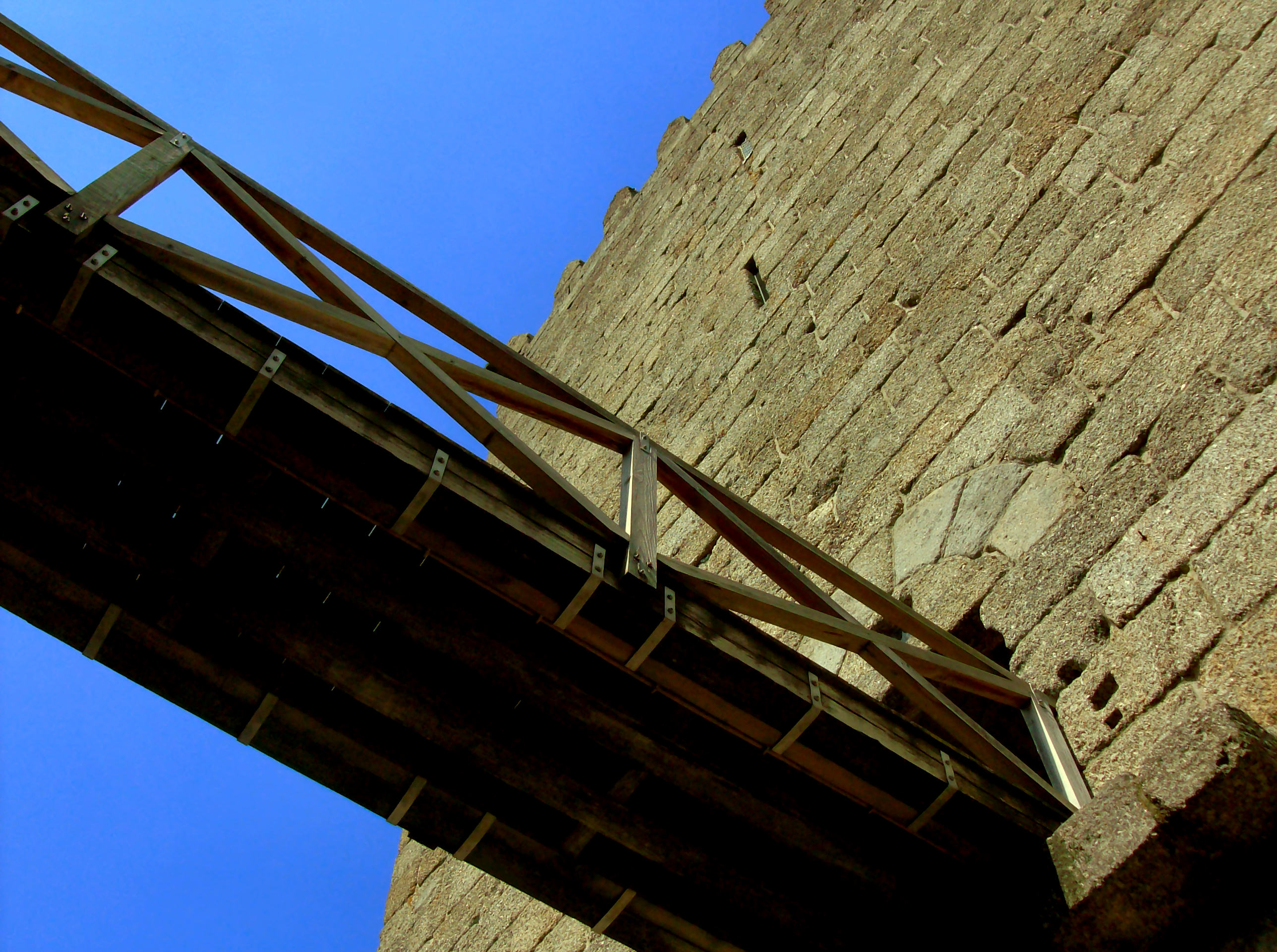
Castelo de Guimarães, Portugal - Torre de Menagem

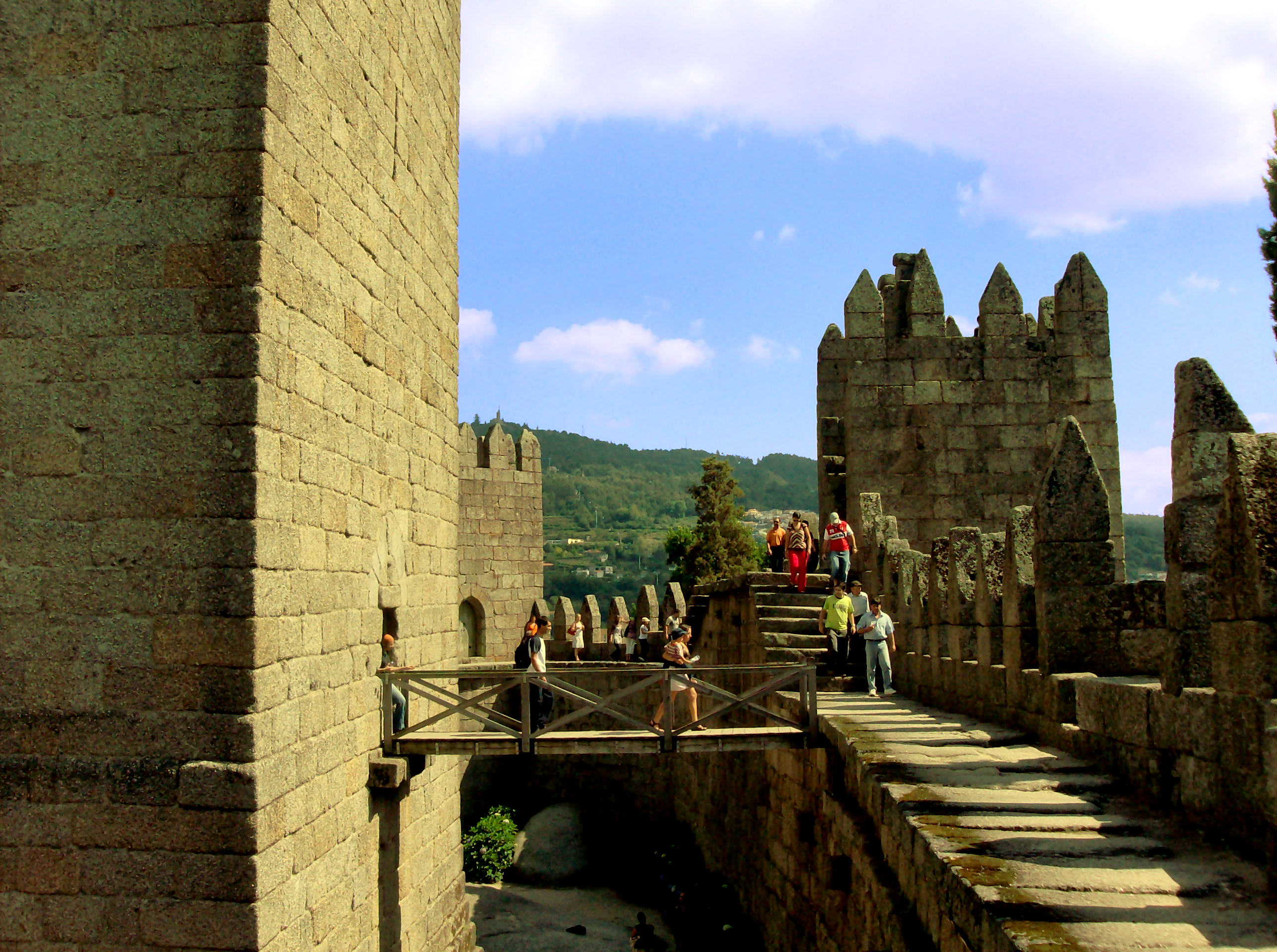
Castelo de Guimarães, Portugal - Acesso à Torre de Menagem.

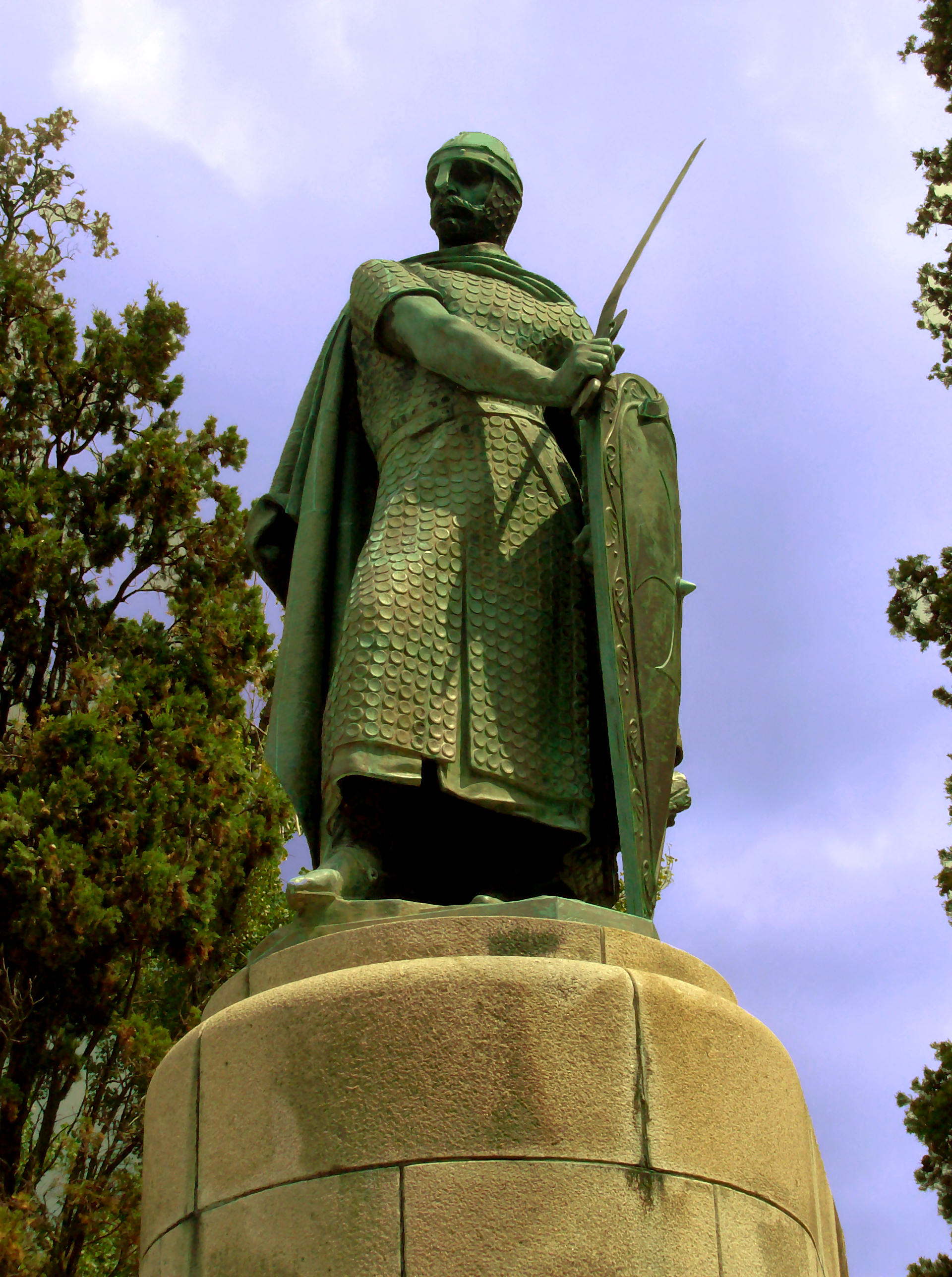
Estátua de Dom Afonso Heriques - Afonso I de Portugal.

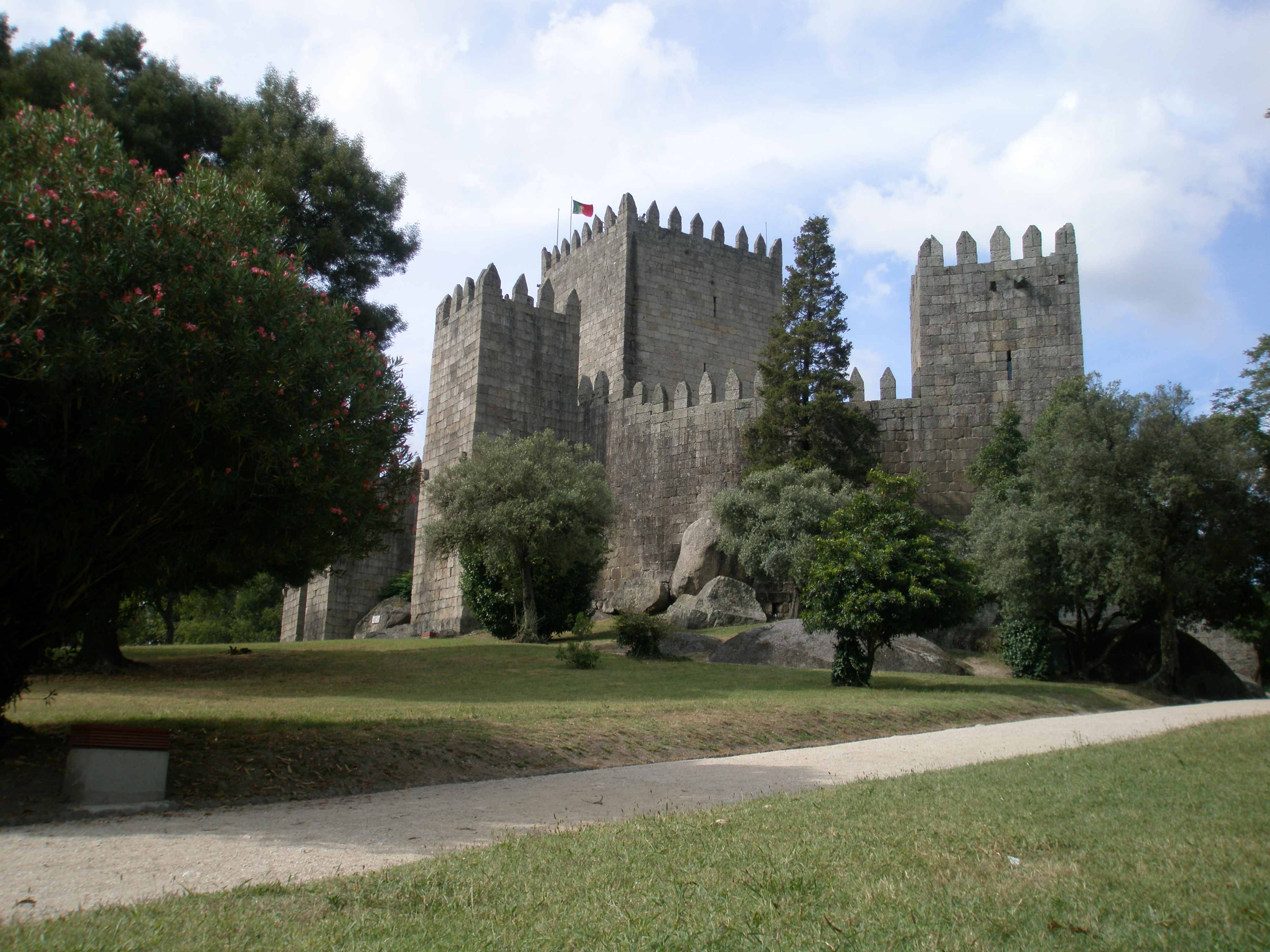
Castelo de Guimarães, Portugal.

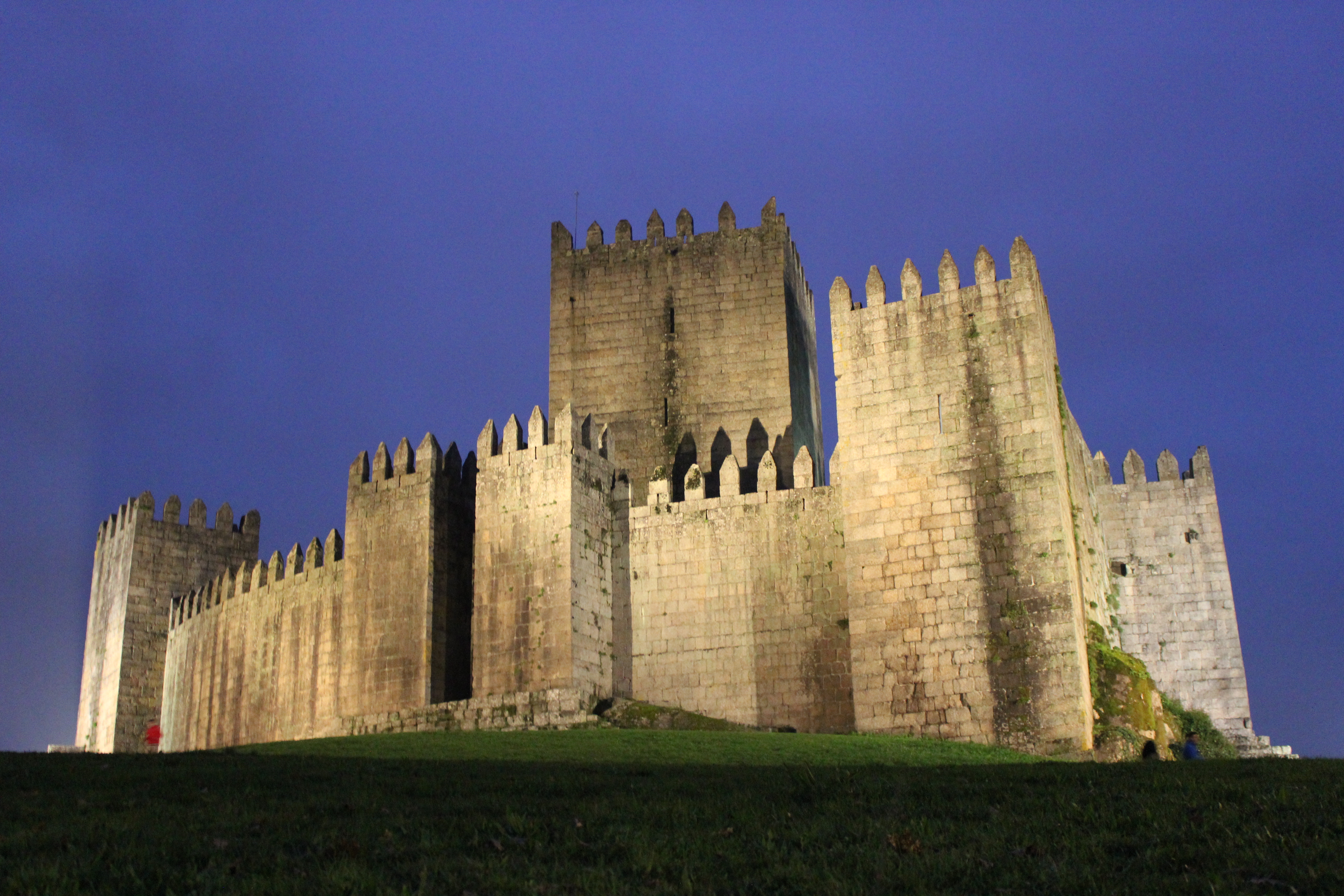
Castelo de Guimarães, Portugal (Vista Noturna)

O Castelo de Guimarães localiza-se na atual freguesia de Oliveira, São Paio e São Sebastião, cidade e município de Guimarães, no distrito de Braga, em Portugal.
Em posição dominante, sobranceiro ao Campo de São Mamede, este monumento encontra-se ligado à fundação do Condado Portucalense e às lutas da independência de Portugal, sendo designado popularmente como berço da nacionalidade.
Classificado como Monumento Nacional desde 1908, em 2007 foi eleito informalmente como uma das Sete maravilhas de Portugal.
É um dos monumentos mais visitados do norte do país, sendo que em 2022 recebeu 302.761 entradas.

## História

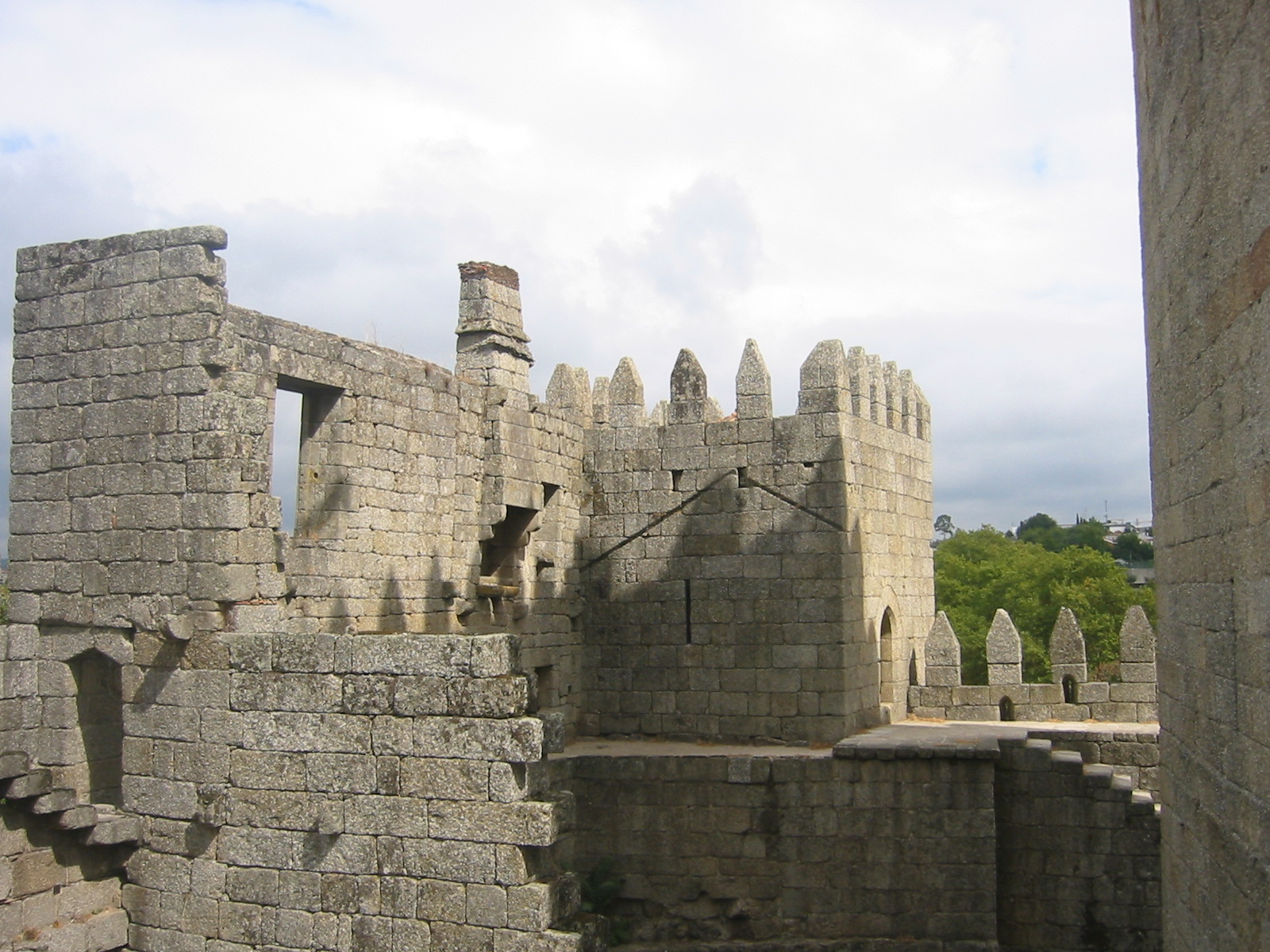
Castelo de Guimarães, Portugal.

### Antecedentes
No contexto da Reconquista cristã da Península Ibérica, os domínios de Vimaranes foram outorgados, em fins do século IX, a um cavaleiro de suposta origem castelhana, de nome Diogo Fernandes, que nelas veio a estabelecer-se.
Uma de suas filhas, de nome Mumadona Dias, desposou o poderoso conde Hermenegildo Gonçalves, vindo a governar, desde meados do século X até ao terceiro quartel do século XI, os domínios de Portucale. Mumadona enviuvou por volta de 928, entrando na posse de vastos domínios, divididos em julho de 950 entre os seus seis filhos. Nesse momento, por inspiração piedosa, fundou, na parte baixa da povoação de Vimaranes um mosteiro, ao qual veio a fazer, mais tarde, uma vultosa doação de terras, gado, rendas, objetos de culto e livros religiosos (26 de janeiro de 959).

### O castelo medieval
A povoação de Vimaranes distribuía-se, na época, em dois núcleos: um no topo do então chamado Monte Largo, e outro, no sopé dessa elevação, onde o mosteiro foi fundado. Era vulnerável na época, além das possíveis incursões de forças Muçulmanas, oriundas da fronteira ao Sul de Coimbra, às incursões de Normandos, oriundos do mar do Norte em embarcações rápidas e ágeis, que assolavam as costas e o curso navegável dos rios na época.
Visando a defesa do núcleo monacal, a benfeitora principiou, no topo do Monte Largo, um castelo para o recolhimento das gentes em caso de necessidade. É bem conhecido historiograficamente o trecho da carta de doação desse castelo aos religiosos, lavrada em Dezembro de 958, do qual consta essa decisão. Acredita-se que a estrutura então erguida, sob a invocação de São Mamede, fosse bastante simples, composta por uma torre possívelmente envolta por uma cerca.
Pouco mais de um século passado, a povoação de Vimaranes encontrava-se entre os domínios doados pelo rei Afonso VI de Leão e Castela a D. Henrique de Borgonha, que formaram o Condado Portucalense. O conde D. Henrique (1095-1112) e sua esposa, D. Teresa de Leão escolheram esta povoação e o seu castelo como residência. Desse modo, a primitiva construção da época de Mumadona terá sido demolida e, em seu lugar, erguida a imponente estrutura da Torre de Menagem. O perímetro defensivo foi ampliando e reforçando, nele se rasgando a porta principal, a Oeste sobre a vila, e a chamada Porta da Traição, a Leste.
Dentro dos muros dessa cerca terá resistido D. Afonso Henriques, em 1127, ao assédio das forças do rei Afonso VII de Leão e Castela, evento que levou Egas Moniz a garantir aquele soberano a vassalagem de seu amo, libertando a vila do cerco. No vizinho campo de São Mamede, o castelo foi testemunha do embate entre as forças de D. Afonso Henriques e as de D. Teresa (24 de junho de 1128) que, com a vitória das armas do primeiro, deu origem à nacionalidade portuguesa.
Entre o final do século XII e o início do XIII, D. Sancho I (1185-1211) circuitou a parte alta da vila a cavalo, a fim de lhe assinalar um termo, sendo provável que se tivesse iniciado o amuralhamento da vila a partir de então. Em meados do século XIII, sob o reinado de D. Afonso III (1248-1279), iniciou-se o traçado definitivo da cerca da vila, unificando a vila do Castelo (parte alta) à vila de Santa Maria (parte baixa). Estas obras estariam concluídas ao tempo de D. Dinis (1279-1325), em data anterior a 1322, quando a vila, cujo alcaide era Mem Rodrigues de Vasconcelos, suportou vitoriosa o assédio das tropas do infante D. Afonso. Em seu interior, entretanto, manteve-se o antigo muro da parte alta, demolido por volta de 1420.
Sob o reinado de D. Fernando (1367-1383), foram procedidas obras de reforço na cerca da vila, assediada neste período pelas tropas de Henrique II de Castela, que invadindo Portugal pelo Minho, já haviam conquistado Braga. Era seu alcaide, na época, Gonçalo Pais de Meira (1369).
Quando da crise de 1383-1385, tendo o seu alcaide, Aires Gomes da Silva, mantido o partido de Castela, a vila foi novamente cercada (Junho de 1385), agora pelas forças leais a D. João I (1385-1433), que a conquistaram. Este soberano unificou a jurisdição das duas comunidades (alta e baixa), incorporando-as a um único concelho, doravante denominado como Guimarães (1389). A cerca de Guimarães compreendia, neste período, um perímetro de cerca de dois quilômetros, sendo reforçada por oito torres e rasgada por oito portas.

### Do século XV aos nossos dias

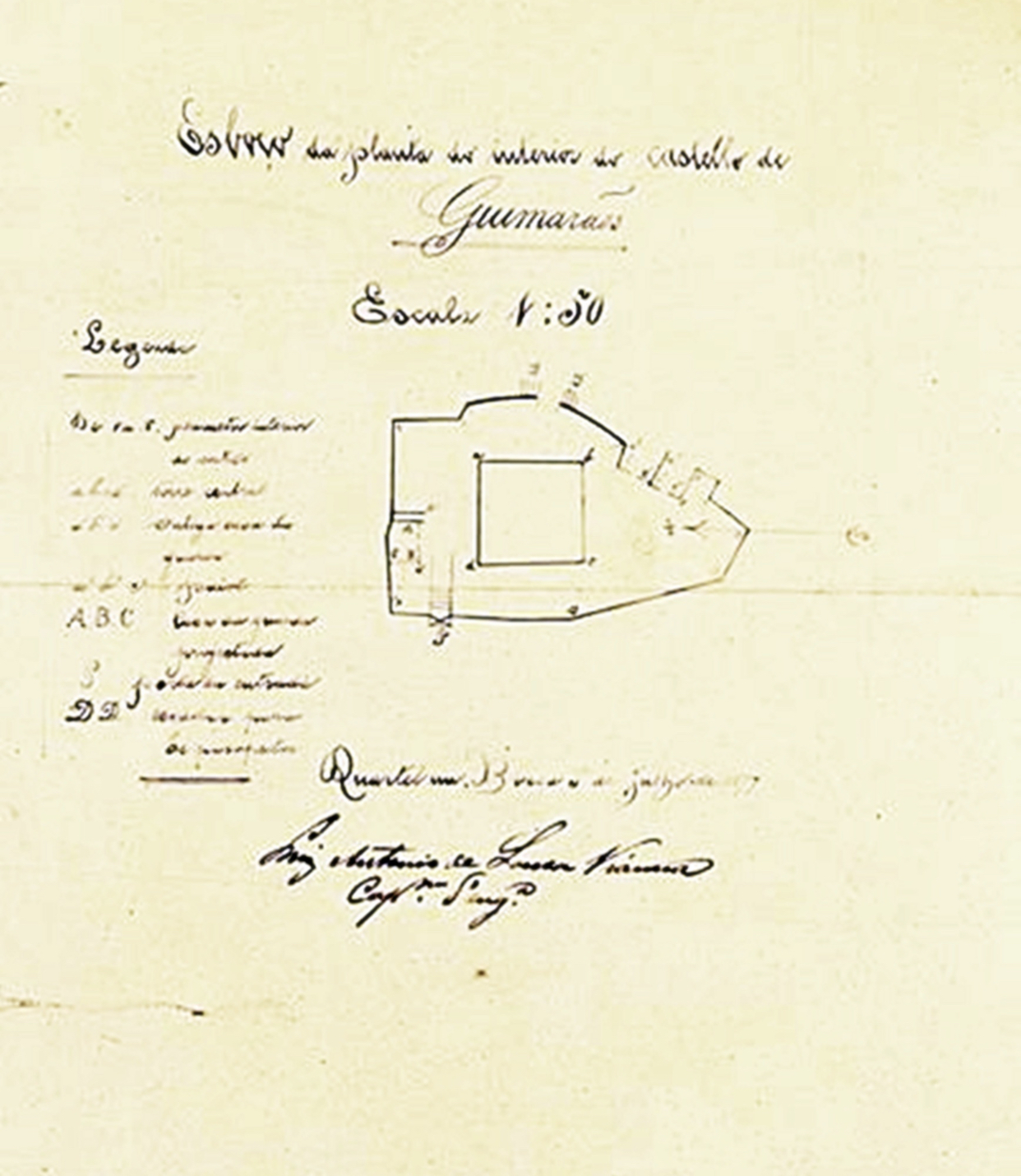
Desenho da parte interior do castelo, 1877

A partir do século XV, diante dos progressos na artilharia, o Castelo de Guimarães perdeu a sua função defensiva. No século seguinte as suas dependências passaram a abrigar a Cadeia Municipal, e, no século XVII, um palheiro do rei, acentuando-se a sua ruína.
No século XVIII, mediante solicitação da Colegiada, a cantaria da Torre de Nossa Senhora da Guia foi utilizada para as obras da Igreja de São Miguel da Oliveira.
Em 1836, um dos membros da Sociedade Patriótica Vimaranense defendeu a demolição do castelo e a utilização da sua pedra para calcetar as ruas de Guimarães, já que ele tinha servido como prisão política ao tempo de D. Miguel (1828-1834). Embora tal proposta não tenha sido aceite (por um único voto na Câmara Municipal), em meados do século procedeu-se à demolição da Torre de São Bento. A vila foi elevada a cidade em 1853, por D. Maria II (1826-1828, 1834-1853). Posteriormente, sob o reinado de D. Luís (1861-1889) o castelo foi classificado, por Decreto publicado em 19 de Março de 1881, "Monumento Histórico de 1.ª Classe", o único na região do Minho.
Classificado como Monumento Nacional por Decretos publicados em 27 de Agosto de 1908 e em 1910, a partir de 1937 a Direcção Geral dos Edifícios e Monumentos Nacionais iniciou-lhe extensa campanha de intervenção, que culminou com a sua reinauguração, em 4 de Junho de 1940 por ocasião das comemorações do VIII Centenário da Fundação da Nacionalidade.
Posteriormente o mesmo órgão executou obras menores no conjunto em 1966, 1981 e 1986.
Atualmente bem conservado, encontra-se aberto à visitação pública. Apresenta planta no formato aproximado de um escudo facetado. As suas muralhas, reforçadas por quatro torres, são rasgadas por portas. Um adarve, acedido por escadas nas torres, percorre a parte superior das muralhas, coroadas por ameias pentagonais, de recorte pontiagudo. Na face oeste, uma ponte de madeira estabelece a ligação entre o adarve das muralhas e a porta da torre de menagem. No troço norte das muralhas são visíveis as ruínas da antiga alcáçova, provavelmente do século XIV, que se divide em dois pavimentos, destacando-se as suas janelas exteriores e duas chaminés.
O portão principal, a oeste, é defendido por dois torrões, estando outros dois a defender a porta da traição, a leste.
A Torre de Menagem, ao centro da praça de armas, apresenta planta quadrangular, com poucas aberturas assinalando os pavimentos, ligados internamente por escada de madeira e de pedra. Um adarve largo e contínuo permite a circulação e a observação no topo da torre, coroada por ameias pentagonais pontiagudas.

## Curiosidades
De acordo com a tradição, aqui nasceu o primeiro rei de Portugal, D. Afonso Henriques (1109–1185). A pia onde se afirma ter sido baptizado encontra-se na capela românica da Igreja de São Miguel da Oliveira, no setor Oeste do castelo.